# Discografia de Amália Rodrigues
Amália Rodrigues, considerada o exemplo máximo do fado e comummente aclamada como a voz de Portugal, foi uma das mais brilhantes cantoras do século XX. Deixou-nos um enorme espólio de álbuns, fados e canções.
Esta é a lista, ordenada por ordem cronológica, dos mais de 150 discos (álbuns e singles) editados por Amália por todo o mundo.

## Década de 40
- As Penas - 1945
- Perseguição - 1945
- Troca de Olhares - 1945
- Duas Luzes - 1945
- Sei Finalmente - 1945
- A Tendinha - 1945
- Carmencita - 1945
- Mouraria - 1945
- Fado do Ciúme - 1945
- Olhos Verdes - 1945
- Los Piconeros - 1945
- Passei por você - 1945
- Ai Mouraria - 1945
- Sardinheiras - 1945
- Maria da Cruz - 1945

## Década de 50
- Fado do Ciúme - 1951/52
- Não Sei Porque Te Foste Embora - 1951/52
- Ai Mouraria - 1951/52
- Sabe-se Lá - 1951/52
- Fado da Saudade - 1951/52
- Fado Marujo - 1951/52
- Ave-Maria Fadista - 1951/52
- Fado da Adiça - 1951/52
- Lá Porque Tens Cinco Pedras - 1951/52
- Vingança - 1953/56
- La Salvadora - 1953/56
- Grão de Arroz - 1953/56
- Novo Fado da Severa - 1953/56
- Não Digas Mal Dele - 1953/56
- Uma Casa Portuguesa - 1953/56
- Primavera - 1953/56
- Alamares - 1953/56
- Tudo Isto é Fado - 1953/56
- El Negro Zumbou - 1953/56
- Dá-me o Braço Anda Daí - 1953/56
- Fado Eugénia Câmara - 1953/56
- Foi Deus - 1953/56
- Foi Deus - 1953/56
- Les Amants du Tage - 1955

- Amália no Olympia - 1957
- Canta em Francês - 1958
- Do Filme Sangue Toureiro - 1958
- Canta em Espanhol - 1958
- Em Alfama - 1958
- Lá Porque Tens Cinco Pedras - 1958
- Cabeça de Vento - 1958
- Fado da Adiça - 1958
- Sabe-se Lá - 1958
- Ai Mouraria - 1958
- Triste Sina - 1958
- Marcha da Mouraria - 1958
- Esquina do Pecado - 1958
- Fui ao Baile - 1958
- Sem Razão - 1958
- Amália Sings volume - 1959

## Década de 60
- Os Amantes do Tejo - 1960
- Fado dos Fados - 1961
- Fado e Touros - 1962
- Busto - 1962
- Quatro Êxitos de Amália - 1962
- Amália Rodrigues - 1962
- Uma Casa Portuguesa - 1962
- Nem às Paredes Confesso - 1962
- Amália à l'Olympia - 1962
- Amália - 1962
- Amália, The Beautiful - 1962
- Madrugada de Alfama - 1963
- Povo que Lavas no Rio - 1963
- Maria Lisboa - 1963
- Abandono - 1963
- Marchas de Lisboa - 1963
- Algemas - 1964
- Estranha Forma de Vida - 1964
- Lisboa Bonita - 1964
- Fado Corrido - 1964
- Amália Canta Luís de Camões - 1965
- Ai Mouraria - 1965
- Só Lisboa - 1965
- Fado Português - 1965
- Fandangueiro - 1966
- Nome de Rua - 1966
- Fado Português - 1966
- Le Premier Jour du Monde - 1966
- Fado do Ciúme - 1966
- Folclore 1 - Amália Canta Portugal - 1967
- Malhão de Cinfães - 1967
- Tirana - 1967
- A Júlia Florista - 1967
- Inch'Allah / L'Important C'est la Rose - 1967
- Pedro Gaiteiro - 1967
- Fados 67 - 1967
- Aranjuez, Mon Amour - 1967
- Não é Tarde - 1968
- Não Peças Demais à Vida - 1968
- Nós as Meninhas - 1968
- La La La - 1968
- Vou Dar de Beber à Dor - 1968 - EP
- Marchas Populares - 1968
- Caracóis - 1968
- Ai Chico, Chico - 1969
- Formiga Bossa Nossa - 1969
- Marchas Populares - 1969
- Marchas de Lisboa - 1969
- La Maison sur le Port - 1969
- Vou Dar de Beber à Dor - 1969 - compilação

## Década de 70
- Covilhã, Cidade Neve - 1970
- Amália e Vinicius - 1970
- Com Que Voz - 1970
- É ou Não É ? - 1970
- Amália Rodrigues - 1970
- Natal dos Simples - 1970
- Fado Português - 1970 - editado internacionalmente em 1965
- Ó Careca - 1971
- Amália Canta Portugal II - 1971
- Oiça Lá ó Senhor Vinho - 1971
- Oiça Lá ó Senhor Vinho - 1971
- Amália no Japão - 1971
- Cuidei que Tinha Morrido - 1971
- Cantigas de Amigos - 1971
- Zé Soldado Soldadinho - 1971
- Marchas de Lisboa - 1972
- Meu Limão de Amargura - 1972
- Com que Voz - ?
- Mio Amor, Mio Amor - 1972
- Amália Canta Portugal III - 1972
- Cheira a Lisboa - 1972
- Alamares - 1972
- Amália em Paris - 1972
- Maldição - 1973
- Amália Chante le Portugal - 1973
- Fadinho da Ti Maria Benta - 1973
- Cana Verde do Mar - 1973
- Valentim - 1973
- Encontro Amália e Don Byas - 1974
- Meu Amor é Marinheiro - 1974
- Trova do Vento que Passa -1974
- Fado Peniche - 1974
- Grândola Vila Morena - 1974
- Amália no Luso -1974
- Malhão - 1975
- Grão de Arroz -1975
- Foi Deus -1975
- Amália no Canecão - 1976
- Algemas -1976
- Cantigas da Boa Gente -1976
- Fandangueiro -1977
- Caldeirada -1977
- Anda o Sol na Minha Rua -1977
- Cantigas numa Língua Antiga -1977

## Década de 80
- Malhão das Pulgas - 1980
- Gostava de Ser Quem Era - 1980
- Cantigas ao Menino Jesus -1981
- É ou Não É - 1981
- O Senhor Extraterrestre -1982
- Amália Fado - Amália Volta a Cantar Frederico Valério - 1982
- Amália e Vinicius de Moraes -1983 - reedição
- Perlimpimpim -1983
- Lágrima - 1983
- Amália na Broadway -1984
- O Melhor de Amália - Estranha Forma de Vida -1985
- O Melhor de Amália volume 2 - Tudo Isto é Fado - 1985
- Sucessos -1987
- Coliseu 3 de Abril - 1987
- Com que Voz -1988 - reedição
- Uma Casa Portuguesa -1988
- Folclore à Guitarra e à Viola -1988
- Encontro Amália & Don Byas -1988 - reedição
- Amália no Olympia Nov -1988
- Amália Rodrigues - 1989
- Amália Canta Portugal - 1989
- Amália 50 Anos -1989
  - Amália 50 Anos - Os Poetas - 1989
  - Amália 50 Anos - O Folclore e as Marchas -1989
  - Amália 50 Anos - Amália Internacional -1989
  - Amália 50 Anos - O Teatro e o Cinema -1989
  - Amália 50 Anos - Amália ao Vivo Dez -1989
  - Amália 50 Anos - Os Compositores -1989
  - Amália 50 Anos - Amália Mais os Poetas Populares -1989
  - Amália 50 Anos - Rara e Inédita -1989

## Década de 90
- Obsessão -1990
- Fado Português -1992 - reedição
- Cantigas da Boa Gente -1992 - reedição
- Oiça Lá ó Senhor Vinho -1992 - reedição
- Amália no Café Luso -1992 - reedição
- Amália Fado - Amália Volta a Cantar Frederico Valé -1992
- Maldição - 1992 [reedição de Fados 67] - reedição
- Cantigas numa Língua Antiga -1992 - reedição

- Abbey Road -1992
- O Melhor de Amália - Estranha Forma de Vida -1995 - reedição
- Gostava de Ser Quem Era -1995 - reedição
- Lágrima reed. -1995 - reedição
- Pela Primeira Vez - Rio de Janeiro -1995
- Ai Chico, Chico - 1996
- Segredo - 1997
- The Art of Amália Rodrigues - 1998
- Fado Amália - 1998